# Fresh from the Farm (film 1921 Buckingham)
Fresh from the Farm è un cortometraggio muto del 1921 scritto e diretto da Tom Buckingham.

## Produzione
Il film fu prodotto dalla Century Film.

## Distribuzione
Distribuito dall'Universal Film Manufacturing Company, il film, un cortometraggio in due bobine, uscì nelle sale cinematografiche USA il 9 febbraio 1921.